# Oude Gueuze Hanssens
Oude Gueuze Hanssens is een Belgisch bier van spontane gisting.
De geuze wordt gestoken in Geuzestekerij Hanssens Artisanaal te Dworp.
Het is een amberkleurig bier met een alcoholpercentage van 6%.